# ジュノー族

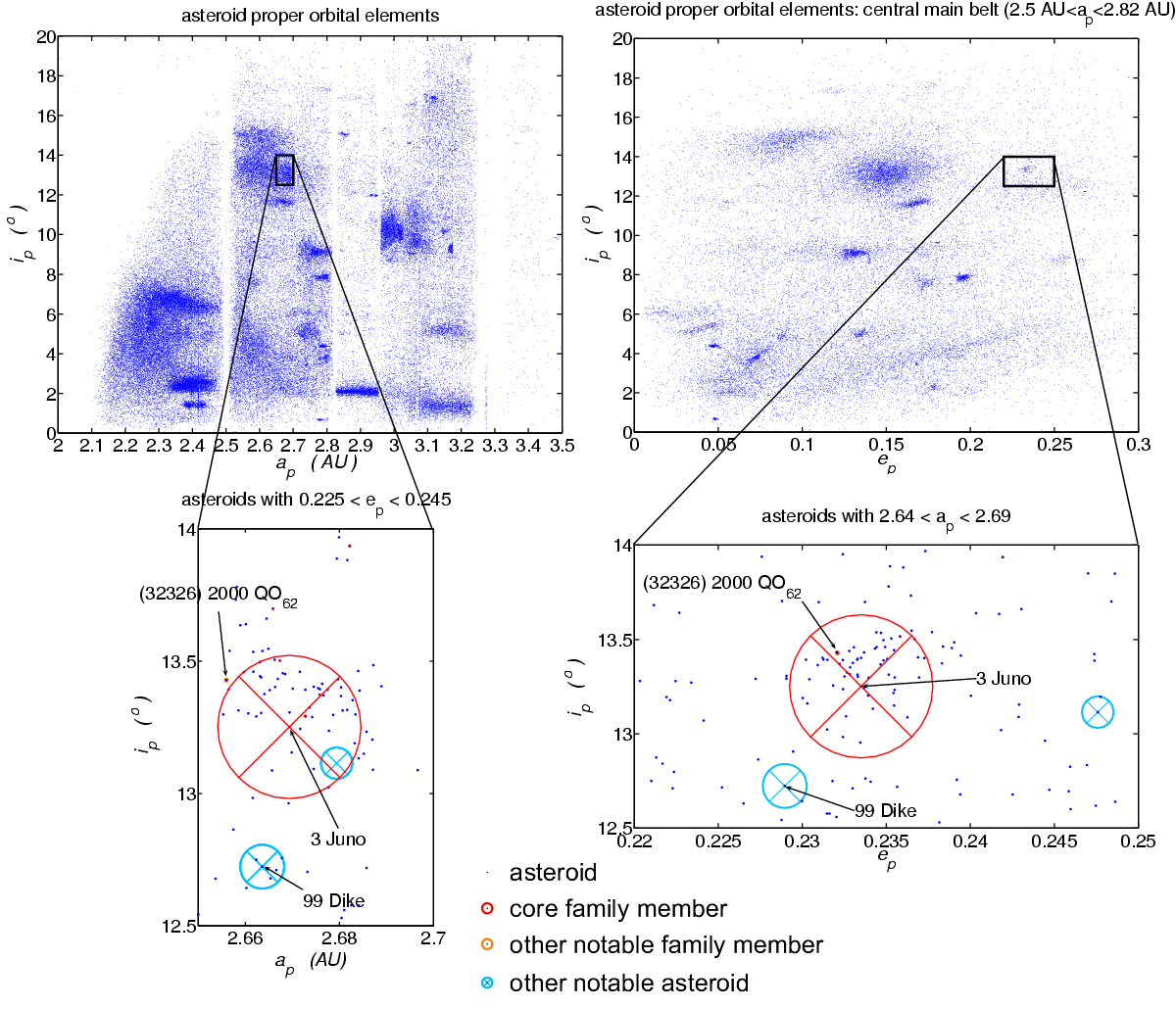
ジュノー族小惑星の軌道要素

ジュノー族またはジュノー群 (Juno clump) は、(3) ジュノーの近くにあると考えられている小惑星族。
ジュノーは235kmもの平均径をもつ大きい小惑星であるものの、その形から衝突によって失われた部分があるのではないかと考えられ、このためジュノー群を成していると考えられている。
この群の類族と考えられる小惑星の中で明確に見えるものの中では (32326) 2000 QO62があり、6kmほどの直径と考えられている。おそらくこれがジュノーに小惑星が衝突した際に飛び散った破片で構成された小惑星と考えられる。

## ジュノー族の軌道
1995年に作られたHCM分析によるとジュノー族の小惑星の通る中心部は以下の通りである。
|      | ap      | ep    | ip    |
| ---- | ------- | ----- | ----- |
| 最小 | 2.64 AU | 0.226 | 13.3° |
| 最大 | 2.68 AU | 0.240 | 13.9° |

広域では以下の通りである。
|      | a       | e     | i     |
| ---- | ------- | ----- | ----- |
| 最小 | 2.64 AU | 0.238 | 11.8° |
| 最大 | 2.68 AU | 0.274 | 14.6° |